# Nils Mårtensson (direktör)
Nils Manfred Mårtensson, född 14 juli 1904 i Skivarps församling, Malmöhus län, död 9 februari 1974 i Slottsstadens församling, Malmö, var en svensk direktör och kommunalpolitiker (höger). 
Mårtensson avlade studentexamen i Lund 1923, utexaminerades från Malmö handelsgymnasium 1927 och diplomerades från Wirtschaftshochschule i Berlin 1939. Han blev bokförare vid Svenska Sockerfabriks AB 1928, kamrer där 1941, vid AB Plåtmanufaktur 1947 och var personaldirektör där från 1960.
Mårtensson var ledamot av Malmö stadsfullmäktige 1947–1973, vice ordförande i drätselkammaren 1957–1966 och ledamot av styrelsen för Malmö stadsteater från 1960. Han var ordförande i Skånes idrottsförbund 1942–1965 och styrelseledamot i Riksidrottsförbundet från 1954.
Mårtensson var även styrelseledamot i Sydsvenska kraft AB, Sveriges litografiska tryckeriägares förbund, Sveriges Buteljglasbruks förbund och Sveriges Grafiska Industriförbund. Han är begravd på Limhamns kyrkogård i Malmö.